# Stanisław Tabin
Stanisław Tabin (ur. 13 lipca 1906 w Majdanie Golczańskim, zm. 10 października 1997 w Lublinie) – polski specjalista nauk rolniczych w dziedzinie uprawy roślin.

## Życiorys
W 1933 ukończył studia na Wydziale Rolniczo-Lasowym Politechniki Lwowskiej, do 1939 pracował jako agronom w okolicach Białegostoku, Łomży i Tarnowa. Podczas II wojny światowej działał w konspiracji, m.in. przewodniczył Komisji Gospodarczej Stronnictwa Ludowego „Roch” w powiecie tarnowskim, walczył w szeregach Armii Krajowej w stopniu podchorążego. W 1945 został pełnomocnikiem powiatu tarnowskiego do spraw osadnictwa na tzw. Ziemiach Zachodnich, był jednym z założycieli Spółdzielni Osadniczo-Parcelacyjnej w Stępiniu. Po powrocie w 1946 do Tarnowa został wybrany na komisarza ziemskiego, w drugiej połowie roku wyjechał do województwa wrocławskiego, gdzie organizował i kierował produkcją roślinną. Następnie przeniósł się do Puław, gdzie pracował jako adiunkt w Instytucie Hodowli i Aklimatyzacji Roślin. W 1950 przeniósł się do Lublina, gdzie został pracownikiem naukowo-dydaktycznym w Wyższej Szkole Rolniczej. Od 1955 kierował Studiami Zaocznymi na Wydziale Zootechniki, w 1957 należał do grona założycieli czasopisma Rolnik Lubelski, a następnie zasiadał w kolegium redakcyjnym i był członkiem Rady Programowej. W 1959 obronił pracę habilitacyjną i uzyskał stanowisko docenta, od 1961 kierował Katedrą Szczegółowej Uprawy Roślin, równocześnie organizował i kierował Ośrodkami Rozwoju Postępu Rolniczego. W 1962 zorganizował punkt konsultacyjny lubelskiej Wyższej Szkoły Rolniczej w Białej Podlaskiej, w 1965 uzyskał tytuł profesora nadzwyczajnego. W 1970 został dyrektorem Instytutu Upraw Roli i Roślin i pełnił tę funkcję przez dwa lata, w 1971 uzyskał tytuł profesora zwyczajnego. W 1976 przeszedł w stan spoczynku. Pochowany w części komunalnej cmentarza przy ul. Lipowej w Lublinie (kwatera P3KF-7-7).

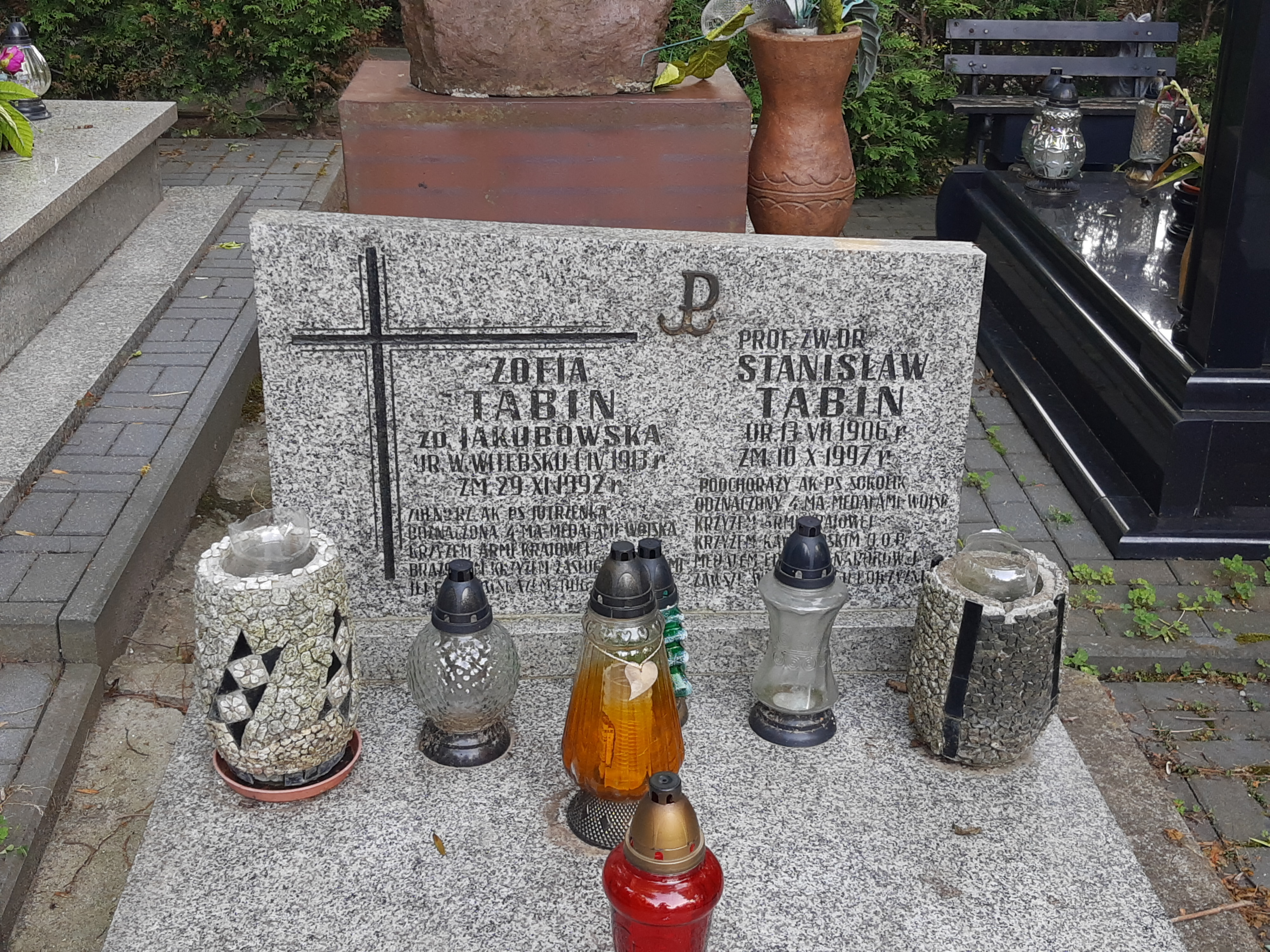
Grób prof. Stanisława Tabina na cmentarzu przy ulicy Lipowej

## Dorobek naukowy
Dorobek 84 prace naukowe, dużo o roślinach pastewnych, ponad 400 publikacji, które ukazały się w latach 1937-1976 na łamach wielu czasopism specjalistycznych.

### Książki
- Uprawiajmy żywokost na pasze /1955/;
- Uprawa bulwy /1955/;
- Dwanaście miesięcy w gospodarstwie /1960/ (współautor);
- Szczegółowa uprawa roślin /1976/ (współautor);
- Morfologia i biologia roślin uprawnych /1978/ (redaktor);
- Łubin żółty pastewny /1982/.

## Członkostwo
- Zjednoczone Stronnictwo Ludowe (od 1949);
- Towarzystwo Wiedzy Powszechnej (od 1951);
- Radny miasta Lublina (od 1961);
- Członek Prezydium Wojewódzkiej Rady Narodowej w Lublinie (1969-73).

## Odznaczenia
- Krzyż Kawalerski Orderu Odrodzenia Polski;
- Złoty Krzyż Zasługi;
- Medal 40-lecia Polski Ludowej;
- Medal Komisji Edukacji Narodowej;
- Medal Wojska 4-krotnie;
- Krzyż Armii Krajowej;
- Odznaka „Zasłużony Działacz Kultury”;
- Odznaka „Zasłużony Pracownik Rolnictwa”;
- Odznaka 1000-lecia Państwa Polskiego;
- Złota Odznaka "Zasłużony Popularyzator Wiedzy";
- Złota Odznaka "Za Zasługi dla Lubelszczyzny";
- Medal Pamiątkowy "Za Zasługi dla Miasta Lublina";
- Złota Odznaka ZNP.